# Municipio de Jaunpils
El municipio de Jaunpils (en Letón: Jaunpils novads) es uno de los ciento diez municipios de Letonia, se encuentra localizado en el suroeste de dicho país báltico. Fue creado durante el año 2009 después de una reorganización territorial. La capital es la villa de Jaunpils.

## Ciudades y zonas rurales
- Jaunpils pagasts (zona rural)
- Viesatu pagasts (zona rural)

## Población y territorio
Su población se encuentra compuesta por 2.814 residentes (2009). La superficie de este municipio abarca una extensión de territorio de unos 210,2 kilómetros cuadrados. La densidad poblacional es de 13,39 habitantes por cada kilómetro cuadrado.